# TWENTY×TWENTY〜ハタチの恋〜
『TWENTY×TWENTY〜ハタチの恋〜』（朝: 트웬티트웬티）は2020年8月15日から大韓民国で放送されていたウェブドラマである。

## あらすじ
自分探しのための不慣れな逸脱を描いた成長ロマンスドラマ。

## 出演

### 主要人物
イ・ヒョンジン：キム・ウソク
チェ・ダヒ：ハン・ソンミン
チョン・ハジュン：パク・サンナム
ソン・ボヒョン：チャン
ペク・イェウン：チェ・ウォンビン
カン・デグン：チン・ホウン